# Heinrich Feiten

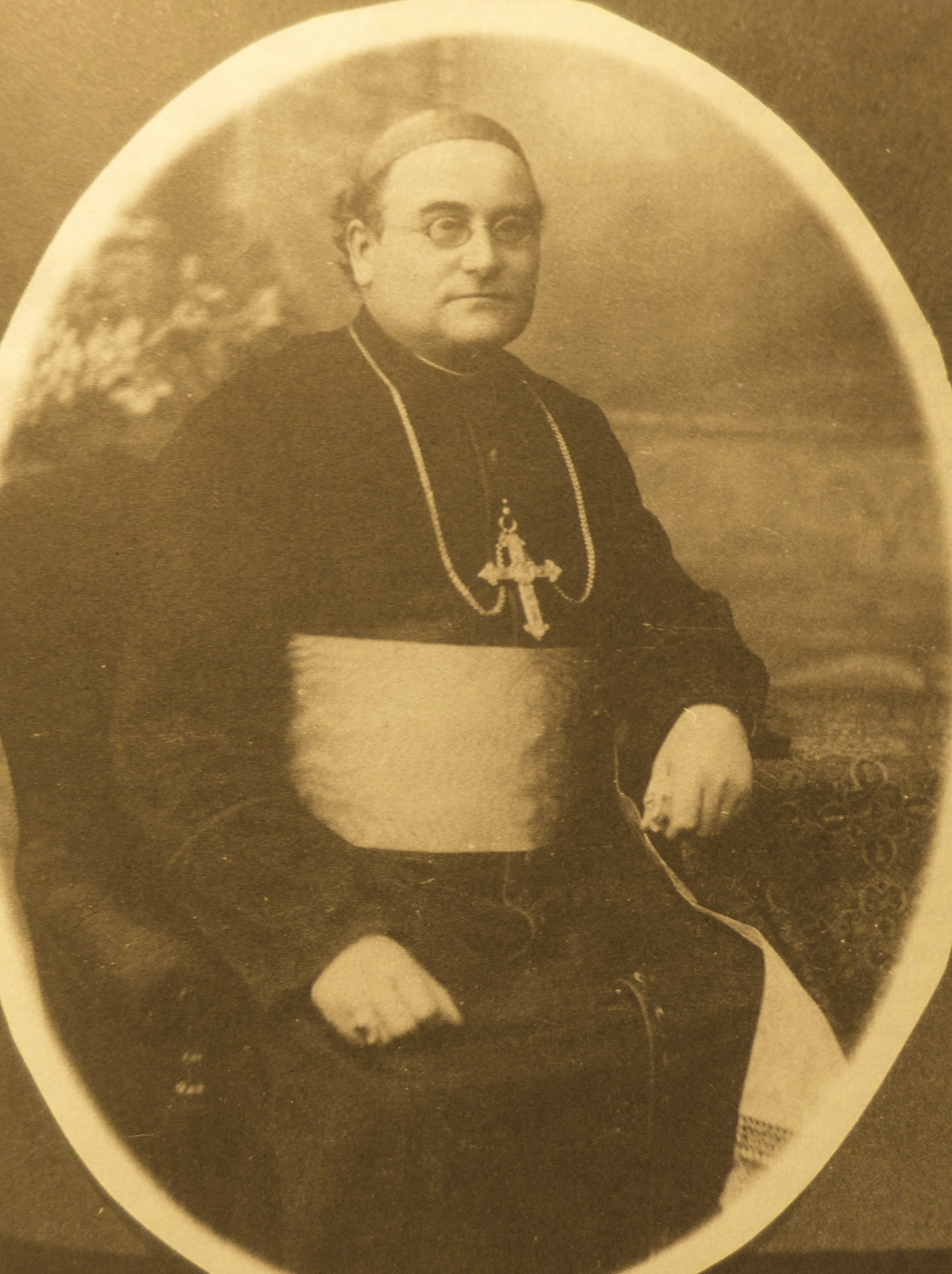
Heinrich Feiten (1835–1892), Pfarrer von Fraulautern (1866–1884), Weihbischof von Trier (1887–1892)

Heinrich Feiten (* 19. Mai 1835 in Bengel (Mosel); † 17. Februar 1892 in Trier) war Weihbischof in Trier.

## Leben

### Herkunft und Schulzeit
Heinrich Feiten wurde am 15. September 1835 in Bengel, Pfarrei Springiersbach, als Sohn von Matthias Feiten und dessen Ehefrau Margaretha (geb. Winckel) geboren. Die Familie entstammte ärmlichen, kleinbäuerlichen Verhältnissen und hatte ihren Ursprung in Bengel und Bad Bertrich. Feiten wurde vom Ortspfarrer auf das Gymnasium vorbereitet, das er von der Quarta an als Konviktorist in Trier besuchte. Aufgrund seiner guten Singstimme erhielt er ein Stipendium der Banthusstiftung, die vom Trierer Konvikt verwaltet wurde. Als Gegenleistung musste Feiten das Domkapitel an Sonn- und Feiertagen beim Chorgebet unterstützen. Im Jahr 1855 bestand Feiten die Abiturprüfungen. Unmittelbar danach begann er noch als Konviktorist mit dem Studium der Philosophie und trat im Jahr 1856 ins Trierer Priesterseminar ein.

### Gemeindepriester
Feiten empfing am 27. August 1859 die Priesterweihe und war zunächst vier Jahre lang Kaplan in Mayen, wo er auch zwei Jahre lang als Religionslehrer an der Höheren Stadtschule wirkte. Am 12. Oktober 1866 wurde Feiten zum Pfarrer in der Pfarrgemeinde Heiligste Dreifaltigkeit in Fraulautern ernannt und wirkte hier im Nebenamt auch als Religionslehrer. Feiten versah seine Tätigkeit in Fraulautern bis zum Jahr 1884.
Während dieser Zeit wuchs Fraulautern, bedingt durch die örtliche Stuhlfabrik und die Eisenblechfabrik, die Eisenhütte im benachbarten Dillingen sowie die Steinkohlengrube im benachbarten Ensdorf, von 2.000 auf 3.000 Einwohner. Feiten engagierte sich in Fraulautern und im benachbarten Saarlouis im sozialen, seelsorgerischen, kulturellen und pädagogischen Bereich, pflegte als Chorleiter und Geigenspieler die Kirchenmusik und gründete in Fraulautern eine Gruppe des Dritten Ordens des hl. Franziskus und den katholischen Mütterverein.
Während des Deutsch-Französischen Krieges in den Jahren 1870/1871 richtete Feiten nach der Schlacht bei Gravelotte vom 18. August 1870 in den Räumen der aufgelösten Abtei Fraulautern ein Lazarett für verwundete Soldaten ein. Hier quartierte er auch 120 Fraulauterner Bürger ein, die infolge der Kriegsereignisse von den Schwarzen Pocken befallen worden waren. Für sein Engagement wurde Feiten von Kaiser Wilhelm I. mit der Verdienstmedaille für Pflichttreue im Krieg geehrt.
Im Kulturkampf wurde Feiten am 2. Februar 1878 wegen angeblich regierungsfeindlicher Gesinnung, so verweigerte er die Teilnahme an der Feier zum Kaisergeburtstag, die Lokalschulinspektion entzogen. Erst nach Abklingen der heftigen Kulturkampfereignisse im Saarland wurde Feiten wieder am 13. Juli 1882 in sein Amt eingesetzt.
Gegen einen erheblichen Teil des Fraulauterner Gemeinderates setzte sich Feiten für die konfessionelle Bindung des Fraulauterner Friedhofes ein. Die barocke frühere Abteikirche ließ Feiten im Inneren neu ausstatten, nachdem ein großer Teil der Innenausstattung infolge der französischen Säkularisation und nachfolgenden Versteigerungen verloren gegangen war. Nachdem Feiten schon länger die Amtsgeschäfte des Dechanten Hecking versehen hatte, wurde er am 21. Dezember 1881 zu dessen Nachfolger berufen.

### Karriere in der Bistumsleitung
Gegen den Widerstand der preußischen Amtsträger wurde Feiten am 30. Dezember 1884 vom Trierer Bischof Michael Felix Korum ins Domkapitel berufen. Man vermutete von preußischer Seite in Feiten ein williges Werkzeug des Ultramontanismus, der heimlich über den Wallerfanger Pastor Karl Josef Petry (Amtszeit: 1872–1893) mit dem „Erbfeind“ Frankreich konspiriere.
Am 21. März 1885 wurde Feiten zum Geistlichen Rat und am 22. Januar 1887 zum Trierer Dompfarrer ernannt. Am 31. Januar 1887 schlug der Trierer Bischof Korum Papst Leo XIII. Feiten als Weihbischof von Trier vor. Da Feiten von der preußischen Regierung als illoyal gegenüber dem preußischen Staat eingestuft war, bat der Papst als Zeichen der Aussöhnung den Reichskanzler und preußischen Ministerpräsidenten Otto von Bismarck um dessen Einverständnis zur Ernennung. Bismarck fasste in seiner Rückantwort an den Papst alle gegen Feiten vorliegenden geheimdienstlich gesammelten Argumente zusammen:

„Feiten ist ein regierungsfeindlicher, bei den Wahlen hetzender, mit Franzosen via Metz conspirierender Gesinnungsgenosse des Hetzkaplans Dasbach, in dessen Blatt er schreibt; geistig und wissenschaftlich ohne Mittel, ist er ein mechanisches Instrument Korums, durch Protection de Lorenzis Domherr geworden. Uns also sicher nicht genehm...“

Daraufhin lehnte Papst Leo XIII. Feitens Berufung ab. Kardinalstaatssekretär Mariano Rampolla del Tindaro wollte sich  in der Angelegenheit allerdings nicht so schnell von Bismarck geschlagen geben und zitierte Feiten zu einer Inaugenscheinnahme am 14. Juni 1887 nach Rom, wo Feiten überzeugend auftrat.

### Weihbischof in Trier
Nachdem Bismarck in der Folgezeit seinen Widerstand gegen Feiten aufgegeben hatte, konnte dieser am 20. September 1887 zum Weihbischof in Trier und zum Titularbischof von Amyzon ernannt werden. Am 20. November 1887 spendete ihm der Trierer Bischof Michael Felix Korum, assistiert von den Bischöfen Johannes Joseph Koppes von Luxemburg und Paul Leopold Haffner von Mainz die Bischofsweihe. Die preußische Regierung war durch Regierungspräsident Berthold von Nasse und das preußische Militär durch Generalmajor Schmidt bei der Feier vertreten.
Als Wappen wählte sich Feiten einen durch das trierische Kreuz geteilten Schild mit dem Heiligsten Herzen Jesu und den heiligen fünf Wunden. Sein Wahlspruch lautete: In cruce salus („Im Kreuz ist Heil“).
Feiten hatte stets gesundheitliche Probleme, sodass er unter den Strapazen des neuen Amtes litt. Am 14. August 1888 wurde Feiten von Bischof Korum zum Verwaltungsratsmitglied des im Jahr 1886 wiedereröffneten Trierer Priesterseminars ernannt.

### Firmreisen
Liste der Firmreisen Feitens im Bistum Trier:
- Obermendig: 12. Mai 1888
- Andernach, Maria Himmelfahrt: 13. Mai 1888
- Spangdahlem: 19. Juni 1889
- Namborn: 5. Juli 1889
- Lissendorf: 20. Juli 1889
- Güchenbach: 3. Juni 1891
- Püttlingen, Liebfrauen: 4. Juni 1891
- Emmersweiler: 6. Juni 1891
- Neunkirchen, St. Marien: 13. Juni 1891
- Weibern: 29. Juli 1891

### Gescheiterte Wahl zum Bischof von Münster
Das Domkapitel des Bistums Münster setzte am 22. Mai 1889 auf Empfehlung des Trierer Bischofs Korum Weihbischof Heinrich Feiten auf die Wahlliste für die Wahl eines neuen Bischofs in Münster. Feiten unterlag bei der Wahl allerdings am 15. August 1889 Hermann Jakob Dingelstad.

### Gesundheitliche Probleme und Tod

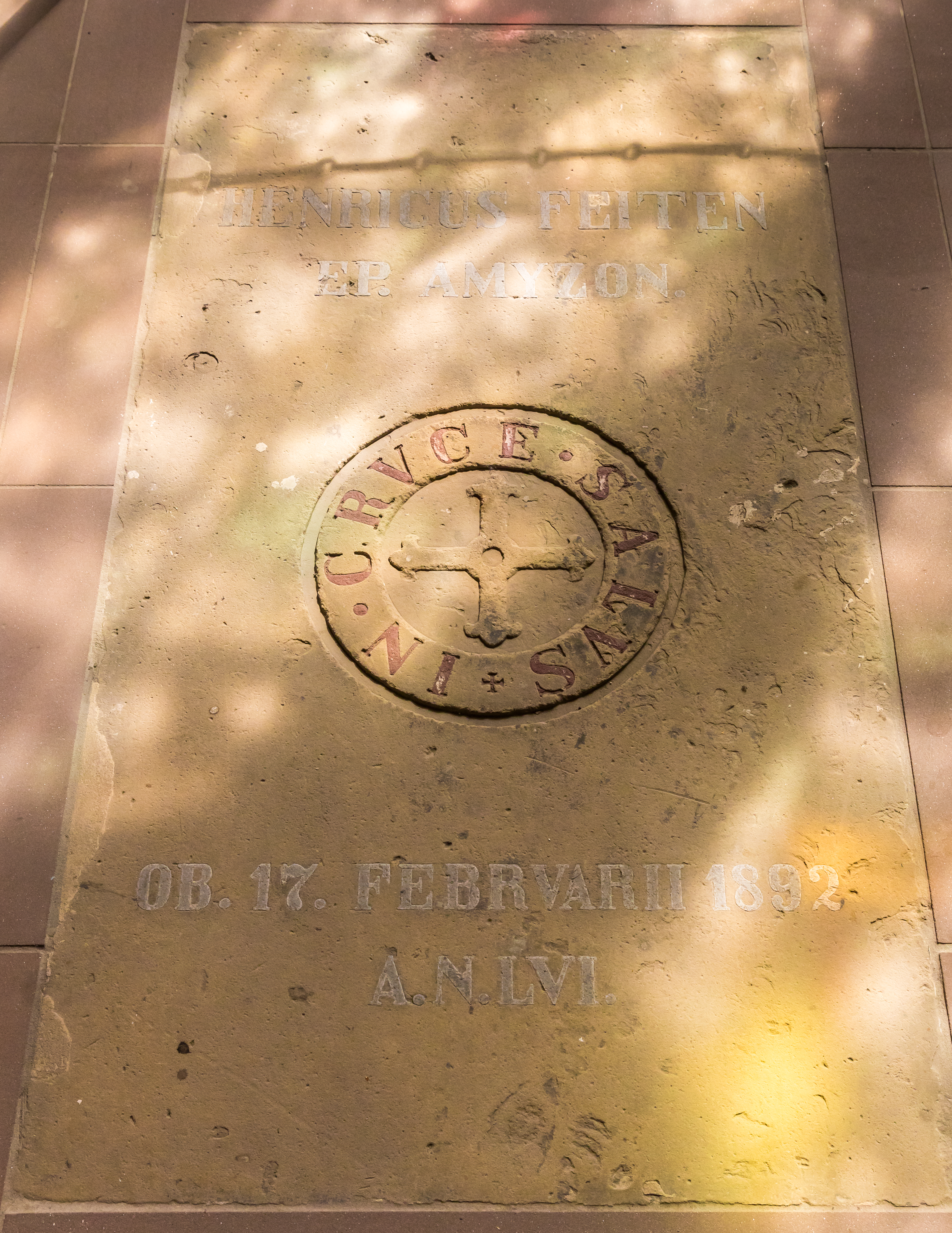
Grab von Heinrich Feiten im Trierer Dom

Auf der Generalversammlung der Katholiken Deutschlands, die am 28. August bis 1. September 1887 in Trier stattfand, trat Feiten, obwohl Mitorganisator, kaum hervor. Durch die vom 20. August bis 4. Oktober 1891 stattfindende Heilige-Rock-Wallfahrt wurde Feitens angegriffene Gesundheit weiter geschwächt.
Feiten erlitt zu Beginn des Jahres 1892 einen Schlaganfall, an dessen Folgen er am 17. Februar 1892 starb. Heinrich Feiten wurde am 20. Februar 1892 in der Trierer Weihbischofsgruft beigesetzt.
Nach Feitens Tod wurde Karl Ernst Schrod am 17. April 1894 zu dessen Amtsnachfolger berufen.

### Verwandtschaft
Heinrich Feitens Neffe war der Pädagoge und Schriftsteller Josef Feiten (1888–1957).